# 阿曼达·斯特朗
阿曼達·斯特朗（Amanda Alix Strang，1980年1月21日—），華文傳媒通稱Amanda S.，2019年1月起中文姓名為龍玥心，法國模特兒，父為法國商人，母為台灣人，在香港出道。曾在台灣、印度、法國居住，留學美國波士頓主修商業及經濟。後來在香港被發掘，獲邀在化妝品SK-II的廣告擔任主角，令她轉移到香港發展其模特兒事業。曾在郭富城MV中任女主角，並與郭富城傳出緋聞。隨後與經理人公司Starz People簽約，並暫停其大學學業。阿曼達·斯特朗曾參與TVB電視烹飪節目《美女廚房》，並曾獻吻予陳小春、方力申、梁漢文及評判之一的周中師傅。
前夫Christian是意大利人，兩人交往9年，於2011年9月11日在羅馬舉行婚禮。2014年7月，阿曼達·斯特朗宣佈已跟丈夫協議離婚。

## 電影
- 願望樹 (2001)
- 絕色神偷 (2001)
- 豐胸秘Cup (2002)
- 心想事成 (2007)
- 十分鍾情 (2008)
- 海關戰線 (2024)

## 外部連結
- 阿曼达·斯特朗的Instagram帳戶
- 阿曼达·斯特朗的新浪微博